# Mukdahan (tỉnh)
Mukdahan (tiếng Thái: มุกดาหาร, phát âm [múk.dāː.hǎːn], phiên âm: Múc-đa-hản, tiếng Isan: มุกดาหาร, phát âm [mùk.dàː.hǎːn]) là một tỉnh thuộc vùng Isan của Thái Lan. Các tỉnh giáp giới (tính từ phía nam theo chiều kim đồng hồ) có Amnat Charoen, Yasonthon, Roi Et, Kalasin, Sakon Nakhon và Nakhon Phanom. Phía đông tỉnh này giáp sông Mê Kông, bên kia sông là Savannakhet của Lào. Tỉnh này được nối với Savannakhet của Lào và Quảng Trị của Việt Nam qua cầu Hữu Nghị Lào-Thái 2 được hoàn thành năm 2006 nằm trên Hành lang kinh tế Đông - Tây.